# FC Megasport
El FC Megasport (en kazajo: Мегаспорт Футбол Клубы) fue un equipo de fútbol de Kazajistán que jugó en la Super Liga de Kazajistán, la liga de fútbol más importante del país.

## Historia
Fue fundado en el año 2005 en la ciudad de Almaty e iniciaron en la Segunda División de Kazajistán. En el año 2008 lograron ascender a la Super Liga de Kazajistán por primera vez en su historia tras obtener el subcampeonato en la Primera División de Kazajistán en 2007. La temporada 2008 fue la única temporada del club en la máxima categoría, en la cual hicieron 42 puntos de 90 posibles, suficiente para ubicarse en el quinto lugar entre 12 equipos.
A inicios del año 2009, el club se fusionó con el FC Almaty para crear al FC Lokomotiv Astana luego de ser excluidos de la Super Liga de Kazajistán para la temporada 2009.

## Palmarés
- Primera División de Kazajistán: 0
  - Subcampeón: 1

2007